# Shadow Wilson
Rossiere "Shadow" Wilson (25. september 1919 i New York – 11. juli 1959 i New York, USA) var en amerikansk jazztrommeslager.
Selvom om Wilson spillede med de fleste jazzmusikere op gennem 1930'erne og 40'erne, var det hos Count Basie han fik sit gennembrud.
Han blev legendarisk i jazzkredse med nummeret Queer Street hos Basie, hvor han spillede et berømt fill'in, som alle trommeslagere taler om den dag i dag.
Han har også indspillet med Thelonius Monk, Gerry Mulligan, Benny Carter, Earl Hines, Lionel Hampton, John Coltrane, Lee Konitz, Ella Fitzgerald og mange flere.

## Eksterne kilder og henvisninger
- Biografi mm